# Sakunchai Saengthopho
Sakunchai Saengthopho (thailändisch สกุลชัย แสงโทโพธิ์; * 7. Juni 1999 in Khon Kaen), auch als Thew bekannt, ist ein thailändischer Fußballspieler.

## Karriere
Sakunchai Saengthopho erlernte das Fußballspielen in der Jugendmannschaft des Erstligisten Muangthong United in Pak Kret, einem nördlichen Vorort der Hauptstadt Bangkok. Hier unterschrieb er Ende 2018 auch seinen ersten Profivertrag. Die Rückrunde 2019 wurde er an den Ligakonkurrenten PT Prachuap FC nach Prachuap ausgeliehen. Hier absolvierte er sechs Spiele in der ersten Liga, der Thai League. Mit dem Verein gewann er den Thai League Cup, als man im Endspiel 8:7 nach Elfmeterschießen gegen Buriram United gewann. 2020 kehrte er wieder zu Muangthong zurück. Bis Jahresende absolvierte er für Muangthong zwei Erstligaspiele. Ende Dezember 2020 wechselte er auf Leihbasis zum Ligakonkurrenten Suphanburi FC. Für den Verein aus Suphanburi stand er elfmal in der zweiten Liga auf dem Spielfeld. Nach der Saison kehrte er zu Muangthong zurück. Im August 2021 lieh ihn der Bangkoker Zweitligist Kasetsart FC für die neue Saison aus. Nach einer Saison und 24 Zweitligaspielen kehrte er im Mai 2022 zu Muangthong zurück. Nachdem er in der Hinrunde 2022/23 für Muangthong nicht zum Einsatz gekommen war, wechselte er im Januar 2023 auf Leihbasis zum Zweitligisten Samut Prakan City FC. Für den Verein aus Samut Prakan bestritt er zwölf Zweitligaspiele. Nachdem er im Mai zu Muangthong zurückgekehrt war, wurde sein Vertrag nicht verlängert. Zu Beginn der Saison 2023/24 unterschrieb er einen Vertrag beim Drittligisten Marines FC. Mit dem Klub spielte er achtmal in der Eastern Region der Liga. Im Dezember 2023 wechselte er zum in der North/Eastern Region spielenden Mahasarakham FC. Am Ende der Saison 2023/24 wurde er mit dem Klub Tabellenzweiter und qualifizierte sich für die Aufstiegsspiele zur zweiten Liga. Hier konnte man sich durchsetzen und stieg in die zweite Liga auf. Nach dem Aufstieg verließ er den Verein und schloss sich im Juli 2024 dem Zweitligisten Kasetsart FC an. Nach zwei Ligaspielen wechselte er im Januar 2025 zum ebenfalls in der zweiten Liga spielenden Trat FC.

## Erfolge
PT Prachuap FC
- Thailändischer Ligapokalsieger: 2019